# Monomma corpulentum
Monomma corpulentum es una especie de coleóptero de la familia Monommatidae.

## Distribución geográfica
Habita en Madagascar.